# Équivalence géographique des franchises du Super Rugby
Le Super 15, compétition de rugby à XV à laquelle participent des équipes argentine, japonaise, néo-zélandaises, australiennes et sud-africaines, est basée sur un système de franchises représentant de grandes régions des quatre pays participants. Cet article détaille l'équivalence géographique des franchises du Super 15.

## Argentine
L'Argentine a une franchise unique les Jaguars, qui participe à la Conférence sud-africaine. elle participe au Super Rugby depuis l'édition 2016 et représente l'ensemble de l'Argentine Rugby Union ; l'équipe est composée de joueurs internationaux argentins ou de joueurs provenant de différentes équipes qui participent au Championnat provincial d'Argentine et au Nacional de Clubes, qui implique des clubs de l'URBA et du Torneo del Interior.
- Jaguars : Franchise argentine basée à Buenos aires

## Australie
En Australie, chaque franchise représente une zone géographique étendue.
- Brumbies : le Territoire de la capitale australienne et le sud de l’État de Nouvelle-Galles du Sud, incluant la Riverina.
- Waratahs : l’essentiel de l'État de Nouvelle-Galles du Sud, incluant la métropole de Sydney.
- Queensland Reds : l'État du Queensland
- Western Force : l'État d'Australie-Occidentale
- Melbourne Rebels : l'État de Victoria

Les joueurs ne sont pas néanmoins automatiquement rattachés à une équipe, comme l'a montré le transfert de Wendell Sailor des Reds aux Waratahs en 2006, ou comme l'illustre le fait que seul un joueur des Western Force soit originaire d'Australie Occidentale (John Welborn).
Trois États et territoires n'ont pas de franchises :
- L'État d'Australie-Méridionale : un marché important mais un État où le football australien est également le sport le plus populaire.
- La Tasmanie : un petit marché, quoique plus important que le Territoire de la capitale australienne, mais moins dense. Le football australien est le sport le plus populaire.
- Le Territoire du Nord : le moins peuplé des États et territoires australiens.

Ces États et territoires disputent en revanche l'Australian Rugby Shield.

## Japon
Le Japon a une franchise, appelée les Sunwolves, qui participe à la Conférence australienne depuis l'édition 2016. Les Sunwolves représentent tout le Japon et l'effectif est issu principalement de joueurs de la Top League.
- Sunwolves : franchise japonaise basée à Tokyo.

## Nouvelle-Zélande
En Nouvelle-Zélande, chacune des cinq franchises de Super 15 est liée à un certain nombre d'équipes provinciales disputant la compétition domestique néo-zélandaise : le National Provincial Championship. Chaque franchise est autorisée à constituer son effectif à partir des joueurs de toutes les provinces lui étant associées, et ce de façon exclusive. Les associations entre Provinces en franchises ont parfois évolué, voir sur les pages de chaque franchise pour les détails. 

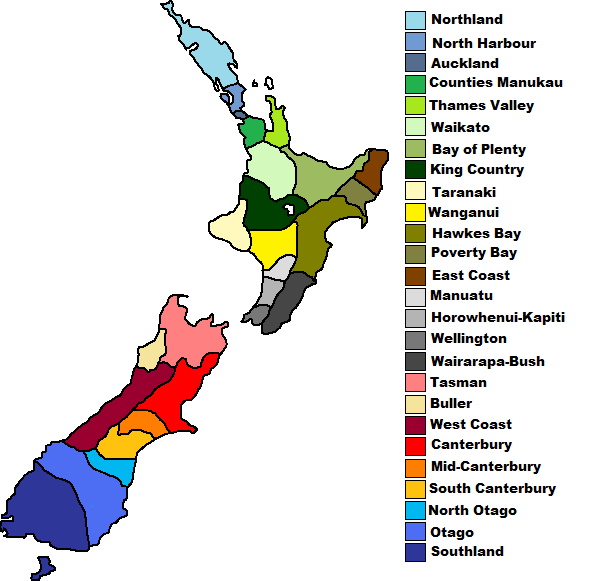
Carte des provinces de la Nouvelle-Zélande.

La répartition actuelle des provinces entre les cinq franchises est la suivante :
- Blues
  - Auckland
  - North Harbour
  - Northland
- Chiefs
  - Bay of Plenty
  - Counties Manukau
  - King Country
  - Thames Valley
  - Waikato
- Crusaders
  - Buller
  - Canterbury
  - Mid-Canterbury
  - South Canterbury
  - Tasman[1]
  - West Coast
- Highlanders
  - North Otago
  - Otago
  - Southland
- Hurricanes
  - East Coast
  - Hawke's Bay
  - Horowhenua-Kapiti
  - Manawatu
  - Taranaki
  - Poverty Bay
  - Wairarapa Bush
  - Wanganui
  - Wellington

## Afrique du Sud
L'Afrique du Sud gère ses franchises de Super 14 de la même façon que la Nouvelle-Zélande, chaque franchise étant associée à plusieurs équipes participant à la compétition domestique sud-africaine, la Currie Cup.
Le pays possède actuellement six franchises, mais seulement cinq d'entre elles sont alignées chaque année dans le Super 15. Les quatre franchises de l'ère du Super 12 (Bulls, Cats, Sharks et Stormers) ont été rejointes en 2006 par les Cheetahs. La sixième franchise, les Southern Spears, couvrant la région du sud et de l'est du Cap, est devenue un sujet de dispute au sein du rugby sud-africain. Les Spears devaient initialement participer au Super 14 en 2007 et 2008. Pour libérer de la place pour les Spears, un système de promotion/relégation devait être instauré en 2006 pour déterminer l'équipe sud-africaine qui ne participerait pas au Super 14 ces années là. Après des accusations de mauvaise gestion et de mauvais résultats contre les autres formations sud-africaines, la South African Rugby Union décide le 19 avril 2006 de suspendre l'entrée des Spears en Super 14. Celle-ci n'arrive jamais et les Spears sont démantelés en 2007. Deux ans plus tard, en 2009, une autre franchise, les Southern Kings, est alors créée pour postuler à l'entrée dans la compétition qui passe à un format à 15 équipes en 2011. Mais, la nouvelle province échoue dans la quête de la quinzième place au profit de la franchise australienne des Melbourne Rebels. En 2013, elle accède à la compétition en remplacement des Lions. La fédération sud-africaine décide alors de mettre en place un système de promotion relégation en fin de saison entre la franchise classée dernière et celle qui ne participe pas à la compétition.
À la suite de la décision de SANZAAR de réduire le nombre d'équipes pour la saison 2018, après l'ajout de deux franchises japonaise et argentine en 2016. La SARU a annoncé que les Cheetahs et les Southern Kings seraient les deux franchises éliminées de la compétition. Les deux équipes ont rejoint la compétition Pro14 de l'hémisphère Nord.
Les associations entre les franchises et les équipes ont évolué au gré des fluctuations du rugby sud-africain. Voir les détails sur les pages de chaque franchise. Les correspondances actuelles entre franchises et équipes de Currie Cup sont les suivantes :

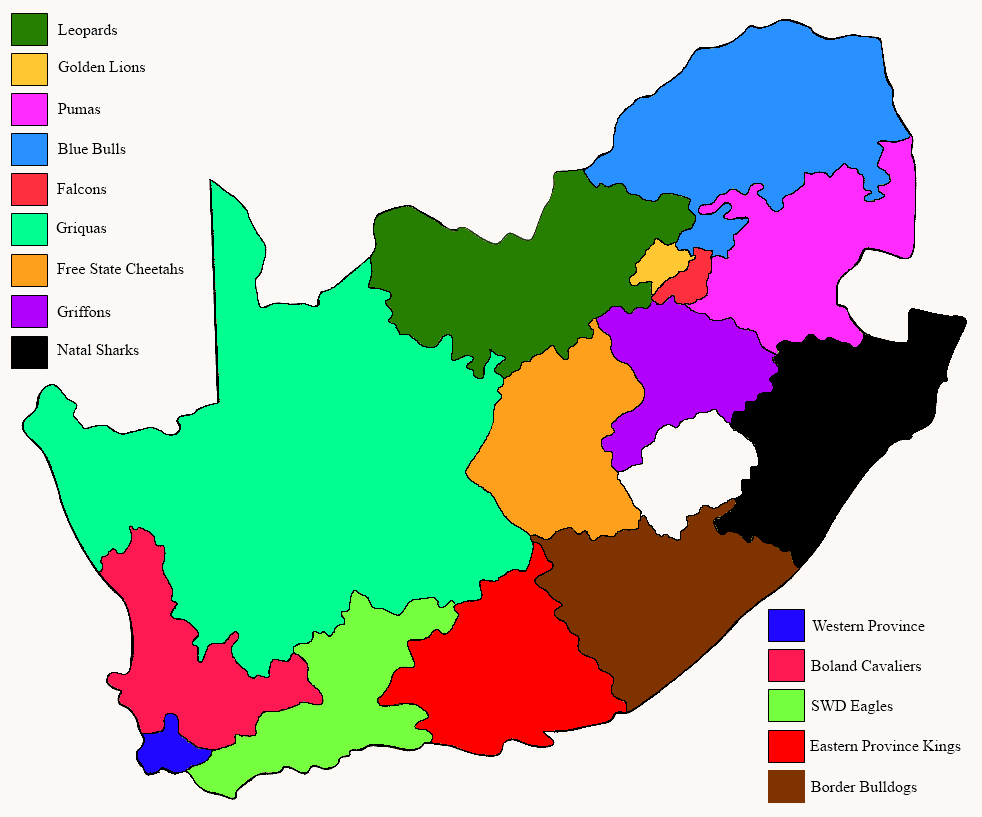
Carte des provinces de l'Afrique du Sud.

- Bulls
  - Blue Bulls
  - Falcons
- Lions
  - Golden Lions
  - Leopards
  - Pumas
- Cheetahs
  - Free State Cheetahs
  - Griffons
  - Griquas
- Sharks
  - Natal Sharks
- Stormers
  - Boland Cavaliers
  - Western Province
- Southern Kings[3]
  - Border Bulldogs
  - Eagles
  - Eastern Province Kings